# Peter Matena
Peter Matena (16 mei 1960) is een voormalig Nederlands voetballer. Hij stond onder contract bij DS '79 en NAC Breda.

## Statistieken
| Seizoen | Club            | Land      | Competitie            | Wed. | Goals |
| ------- | --------------- | --------- | --------------------- | ---- | ----- |
| 1980    | Seiko Hong Kong | Hongkong  | First Division League | -    | -     |
| 1981/82 | DS '79          | Nederland | Eerste divisie        | 11   | 4     |
| 1982/83 | DS '79          | Nederland | Eerste divisie        | 27   | 9     |
| 1983/84 | DS '79          | Nederland | Eredivisie            | 20   | 5     |
| 1984/85 | DS '79          | Nederland | Eerste divisie        | 26   | 5     |
| 1985/86 | DS '79          | Nederland | Eerste divisie        | 24   | 0     |
| 1986/87 | DS '79          | Nederland | Eerste divisie        | 24   | 1     |
| 1987/88 | DS '79          | Nederland | Eredivisie            | 25   | 0     |
| 1988/89 | NAC Breda       | Nederland | Eerste divisie        | 29   | 2     |
| 1989/90 | NAC Breda       | Nederland | Eerste divisie        | 7    | 0     |
| Totaal  | Totaal          | Totaal    | Totaal                | 183  | 26    |